# 夏尔·勒隆
夏尔·勒隆（法語：Charles Lelong，1891年3月18日—1970年6月27日），法国男子田径运动员，主攻短跑。他曾代表法国参加1912年夏季奥林匹克运动会田径比赛，获得男子4×400米接力银牌。